# Kanton Saint-Dizier-Ouest
Saint-Dizier-Ouest is een voormalig kanton van het Franse departement Haute-Marne. Het kanton maakte deel uit van het arrondissement Saint-Dizier tot de kantons van Saint-Dizier op 22 maart 2015 werden opgeheven en de stad over 3 nieuwe kantons werd verdeeld. Met de gemeenten van het kanton Saint-Dizier-Ouest en Allichamps en Louvemont van het kanton Wassy werd het kanton Saint-Dizier-1 gevormd.

## Gemeenten
Het kanton Saint-Dizier-Ouest omvatte de volgende gemeenten:
- Éclaron-Braucourt-Sainte-Livière (hoofdplaats)
- Hallignicourt
- Humbécourt
- Laneuville-au-Pont
- Moëslains
- Perthes
- Saint-Dizier (deels)
- Valcourt
- Villiers-en-Lieu